# Бутка, Сафет
Сафет Бутка (алб. Safet Butka; 10 августа 1901, Бутка — 19 сентября 1943, Мельчан) — албанский преподаватель, политик, националист. Сын известного албанского патриота Сали Бутка, в апреле 1939 года Сафет Бутка стал инициатором антиитальянских студенческих выступлений, за что был брошен в тюрьму на острове Вентотене. После побега из тюрьмы он организовал антифашистское движение на родине и стал сооснователем партии «Балли Комбетар». Покончил с собой в 1943 году после того, как узнал о первой стычке албанских антифашистов друг с другом.

## Ранние годы
Сафет Бутка родился в деревне Бутка (нынешний округ Колёня Албании) 10 августа 1901. Пятый ребёнок в семье Сали Бутка, албанского общественного и политического деятеля XIX века (он также был качаком — албанским борцом против Османской империи), поэта и делегата от города Корча в Албанском национальном совете из города Люшня. Окончил начальную школу в деревне и среднюю школу австрийского города Линц, где взял под свою опеку младшего двоюродного брата Кемаля, будущего архитектора и мэра города Тирана. В 1928 году Сафет Бутка окончил философский факультет Грацского университета, где он учился со своим приёмным братом, впоследствии знаменитым архитектором Албании, Кемалем Бутка.
В Австрии Сафет организовал студенческую ассоциацию «Албания» и опубликовал сборник стихов Наима Фрашери, а также написал исследовательскую работу на эту тему. В 1928 году он вернулся на родину, устроившись работать преподавателем во французский лицей города Корча. В 1929 году он женился на Хатидже Любонья, в браке с ней у него появились дети Сали, Ильяз, Уран и Тефта. С 1928 по 1939 годы он преподавал в школах Корчи, Влёры и Гирокастры, а также в Тиранском лицее. Он стал директором первого общественного клуба албанских учителей и первым стал применять методику западноевропейской системы образования при обучении. Опубликовал ряд работ на тему педагогики. Параллельно Сафет занимался и общественно-политической деятельностью: он сумел вернуть останки Наима Фрашери на историческую родину. В 1939 году он возглавил антиитальянские студенческие демонстрации, направленные против ввода итальянских войск в страну, за что был брошен итальянскими фашистами в тюрьму на острове Вентотене.

## Во Второй мировой войне
В августе 1942 года Бутка выбрался из тюрьмы и через горы пробрался на родину, где в зоне Корчи возглавил националистическое движение, ставшее известным под именем «Балли Комбетар». Основу его отряда составляли 70 опытных солдат албанской армии, который вскоре разросся до тысячи бойцов. Группа Бутки участвовала в схватках за Влёру, оказывая помощь бойцам, а также контролировала местечки Дарде, Сули, Грачан, Прогри, Плешишти и Вербинь, скрывая съестные припасы местных крестьян от итальянских жандармов. Несколько раз его отряд наносил мощные удары по итальянским частям в январе 1943 года под Флоком, в марте 1943 года близ Виткука и в сентябре 1943 года в битве при Поцесте. При поддержке британских офицеров Дэвида Смайли и Нила Маклина его войска в Бармаше успешно атаковали группу немцев в августе 1943 года. 25 марта 1943 в Воскопойе албанцами во главе с Сафетом Буткой был разгромлен огромный итальянский отряд: несмотря на огромные потери с обеих сторон, албанцы оказались куда более стойкими, чем итальянцы. Параллельно Бутка лично захватил штаб-квартиру с оружием и припасами, а также освободил пленных албанцев.
Бутка, несмотря на свою националистическую идеологию, многократно пытался действовать совместно с Национально-освободительной армией Албании, ведомой коммунистами. В феврале 1943 года он стал инициатором заключения нескольких договоров с коммунистами о взаимопомощи, а в августе 1943 года приложил руку к подписанию Мукьянского соглашения о совместных действиях против немцев. Однако он многократно говорил, что не переживёт, если в Албании начнётся гражданская война, и поклялся, что предпочтёт застрелиться, чем убить кого-то из соотечественников.
9 сентября в Поцесте силы Сафета Бутки при помощи партизан НОАА атаковали итальянский конвой и задержали его на пять дней, до 13 сентября. После этого Сафет поспешил домой, однако вскоре узнал, что договор о взаимопомощи разорван и националисты стали стрелять по коммунистам. Верный своему слову, но сильно шокированный, 19 сентября 1943 Бутка покончил с собой близ деревни Мельчан.